# BMW B38
Der BMW B38 ist ein Dreizylinder-Reihenmotor (Ottomotor) von BMW. Gemeinsam mit den B48 und B58 (Vier- bzw. Sechszylindermotor) sowie den beiden Dieselmotoren B37 und B47 (Drei- bzw. Vierzylinder) gehört er zu den 2013/2014 eingeführten Baukasten-Motoren des Herstellers. Das BMW-Werk München ist das Leitwerk für die B38- und B48-Motoren. Die Baukasten-Motoren werden sowohl in BMW- als auch in Mini-Modellen eingebaut. Damit werden die bislang in einer Kooperation mit dem PSA-Konzern entwickelten Motoren in den Mini-Modellen nach und nach abgelöst.

## Konstruktion
Das Kurbelgehäuse (Motorblock) in „Closed-Deck-Bauweise“ besteht aus Aluminium, wobei die Zylinderlaufbahnen mit einer harten Eisenlegierung beschichtet sind. Der Zylindermittenabstand beträgt, wie schon beim 1977 eingeführten M20, 91 mm. Dabei beträgt der Einzelhubraum höchstens 500 cm³. Der B38-Motor hat einen Turbolader mit einem wassergekühlten Aluminium-Gehäuse, Direkteinspritzung und Nockenwellenverstellung, ab 1,5 l Hubraum die Ventilsteuerung „Valvetronic“ mit über verstellbaren Zwischenhebeln regelbarem Ventilhub und Rollenschlepphebeln. Das Hub-Bohrungs-Verhältnis beträgt bei allen Varianten 1,15. Dies trägt dazu bei, dass das maximale Drehmoment schon unter 1400/min anliegt – außer bei der i8-Variante. Zur Tilgung von Schwingungen der ersten Ordnung ist eine Ausgleichswelle eingebaut, die für geringe Reibung in Nadellagern läuft.
Seit April 2015 wurde nach Ausfällen der 100-kW-Variante bei Nutzerprofilen mit hoher Kupplungsbenutzung als Axiallager der Kurbelwelle ein 360-Grad-Bundlager statt eines Halbschalenlagers eingebaut.
Seit 2018 finden sich bei den Mini-Versionen 10 Nm höhere Drehmomente, nachdem – zusammen mit anderen Änderungen (an Turbo-Technik, Motorelektronik, Ölversorgung, Ansaugluftführung, Kühlsystem) – der Einspritzdruck von 200 auf 350 bar angehoben werden konnte. Für die Kunststoff-Abdeckung des Motors wird kohlenstofffaserverstärktes Material verwendet, was zum einen diese leichter macht, zum andern Verwendung von Verschnitt aus der Produktion der i-Modelle erlaubt.
Ab März 2018 bzw. Mai 2018 (i8) erhalten die BMW-Varianten einen Ottopartikelfilter (OPF), ab Juli 2018 auch die Mini-Varianten, so dass die Euro 6d-Temp-Norm erfüllt wird.
Ende 2021 wird in der zweiten Generation des Active Tourer der B38 mit 115 kW/156 PS mit einem Elektromotor von 14 kW ergänzt (48 V Mildhybrid).

## Daten
Die 1,5-Liter-BMW B38 3-Zylinder-Motorserie wird seit 2013 gebaut und ist in Fahrzeugen mit Frontantrieb mit der Kennung B38A15, Hinterradantrieb mit Kennung B38B15 und der Hybriden mit B38K15 verbaut. Des Weiteren findet sich der Motor im Mini als 1,2-Liter-B38A12A und 1,5-Liter-B38A15A.
| Motortyp | Zylinder | Hubraum          | Bohrung × Hub | Leistung bei 1/min            | Drehmoment bei 1/min | Fahrzeug                               |
| -------- | -------- | ---------------- | ------------- | ----------------------------- | -------------------- | -------------------------------------- |
| B38A12   | R3       | 1,2 l (1198 cm³) | 78,0 × 83,6   | 55 kW (75 PS) bei 4250        | 150 Nm bei 1400–4000 | Mini One First (F56)                   |
| B38A12U0 | R3       | 1,2 l (1198 cm³) | 78,0 × 83,6   | 75 kW (102 PS) bei 4250–6000  | 180 Nm bei 1400–4000 | Mini One (F56)                         |
| B38A15A  | R3       | 1,5 l (1499 cm³) | 82,0 × 94,6   | 55 kW (75 PS) bei 3500–6500   | 160 Nm bei 1250–3000 | Mini One First (ab 2018)               |
| B38A15A  | R3       | 1,5 l (1499 cm³) | 82,0 × 94,6   | 75 kW (102 PS) bei 3900–6500  | 190 Nm bei 1380–3600 | Mini One (F56) (ab 2018)               |
| B38A15A  | R3       | 1,5 l (1499 cm³) | 82,0 × 94,6   | 75 kW (102 PS) bei 4100–6000  | 180 Nm bei 1200–3800 | BMW 216i Gran Tourer (F45)             |
| B38B15A  | R3       | 1,5 l (1499 cm³) | 82,0 × 94,6   | 80 kW (109 PS) bei 4500–6000  | 180 Nm bei 1250–4250 | BMW 116i (F20LCI/21LCI)                |
| B38A15A  | R3       | 1,5 l (1499 cm³) | 82,0 × 94,6   | 80 kW (109 PS) bei 4300–6500  | 190 Nm bei 1380–3800 | BMW 116i (F40), BMW 216i (F45/F46)     |
| B38A15M0 | R3       | 1,5 l (1499 cm³) | 82,0 × 94,6   | 100 kW (136 PS) bei 4400–6000 | 220 Nm bei 1250–4300 | BMW 2er Gran Tourer                    |
| B38A15M0 | R3       | 1,5 l (1499 cm³) | 82,0 × 94,6   | 100 kW (136 PS) bei 4500–6000 | 220 Nm bei 1250–4000 | Mini (F55/F56/F57)                     |
| B38A15M0 | R3       | 1,5 l (1499 cm³) | 82,0 × 94,6   | 100 kW (136 PS) bei 4400–6000 | 220 Nm bei 1250–4000 | Mini (F54)                             |
| B38A15M0 | R3       | 1,5 l (1499 cm³) | 82,0 × 94,6   | 100 kW (136 PS) bei 4400–6000 | 220 Nm bei 1400–4300 | Mini (F60)                             |
| B38B15A  | R3       | 1,5 l (1499 cm³) | 82,0 × 94,6   | 100 kW (136 PS) bei 4500–6000 | 220 Nm bei 1250–4300 | BMW 218i (F22/F23)                     |
| B38A15M1 | R3       | 1,5 l (1499 cm³) | 82,0 × 94,6   | 103 kW (140 PS) bei 4600–6500 | 220 Nm bei 1480–4200 | F39, F40, F44, F45, F46, F48           |
| B38A15P  | R3       | 1,5 l (1499 cm³) | 82,0 × 94,6   | 115 kW (156 PS) bei 4700–6500 | 280 Nm bei 1500–4400 | BMW 220i Active Tourer (U06), Mini F66 |
| B38K15T0 | R3       | 1,5 l (1499 cm³) | 82,0 × 94,6   | 170 kW (231 PS) bei 5800      | 320 Nm bei 3700      | BMW i8 (I12/I15)                       |

Technische Daten des BMW 2er Active Tourer, Technische Daten des Mini-3-Türer, Technische Daten des Mini-5-Türer, Technische Daten des BMW i8, Produktionsdaten des Mini-3-Türer, der neue Mini mit zusätzlichen Motorvarianten

## Verwendung

### 1,2 l 55 kW (75 PS)

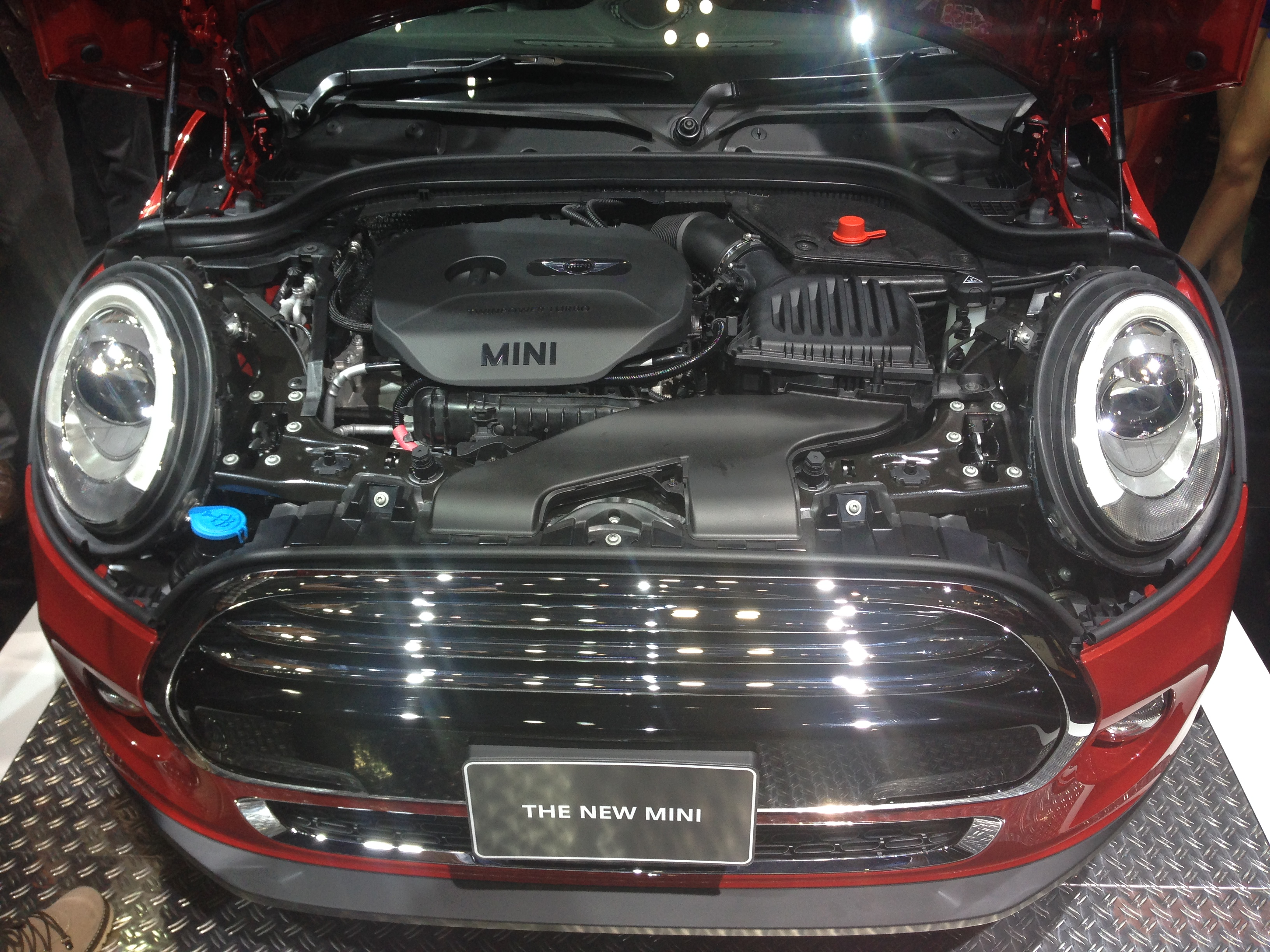
B38 im Mini

- F55 (Mini) als Mini One First 5-Türer (03/2015 – 11/2017)
- F56 (Mini) als Mini One First 3-Türer (07/2014 – 11/2017)

### 1,2 l 75 kW (102 PS)
- F55 (Mini) als Mini One 5-Türer (03/2014 – 11/2017)
- F56 (Mini) als Mini One 3-Türer (11/2014 – 11/2017)
- F57 (Mini) als Mini One Cabrio (03/2016 – 11/2017)

### 1,5 l 55 kW (75 PS)
- F56 (Mini) als Mini One First 3-Türer (11/2017 – 07/2022)
- F56 (Mini) als Mini One First 5-Türer (11/2017 – 07/2022)

### 1,5 l 75 kW (102 PS)
- F45 als BMW 216i Active Tourer (11/2015 – 02/2018)
- F46 als BMW 216i Gran Tourer (07/2015 – 02/2018)
- F55 (Mini) als Mini One 5-Türer (11/2017 – 07/2022)
- F56 (Mini) als Mini One 3-Türer (11/2017 – 07/2022)
- F57 (Mini) als Mini One Cabrio (11/2017 – 07/2022)
- F54 (Mini) als Mini Clubman (07/2018 – 07/2022)
- F60 (Mini) als Mini Countryman (07/2018 – 07/2022)

### 1,5 l 80 kW (109 PS)
- F20LCI/F21LCI als BMW 116i (03/2015 – 06/2019)
- F40 als BMW 116i (11/2020 – 06/2024)
- F44 als BMW 216i Gran Coupé (seit 11/2020)
- F45 und F46 als 216i Active und Gran Tourer (03/2018 – 11/2020)

### 1,5 l 90 kW (122 PS)
- U11 als sDrive16i (seit 11/2022)[20]
- U10 als sDrive16i (seit 03/2024)[20]

### 1,5 l 100 kW (136 PS)
- F20LCI/F21LCI als BMW 118i (01/2015 – 06/2019)
- F40 als BMW 118i (11/2020 – 06/2024)
- F22/F23 als BMW 218i (03/2015 – 10/2020)
- F44 als BMW 218i Gran Coupé (seit 11/2020)
- F45 als BMW 218i Active Tourer (03/2014 – 10/2021)
- F46 als BMW 218i Gran Tourer (03/2015 – 10/2021)
- F30LCI/F31LCI als BMW 318i (05/2015 – 10/2018)
- F48 als BMW X1 sDrive18i (11/2015 – 08/2022)
- F39 als BMW X2 sDrive18i (11/2020 – 10/2023)
- F55 (Mini) als Mini Cooper 5-Türer (07/2014 – 02/2024)
- F56 (Mini) als Mini Cooper 3-Türer (03/2014 – 02/2024)
- F57 (Mini) als Mini Cooper Cabrio (03/201 - 02/2024)
- F54 (Mini) als Mini Cooper Clubman (07/2018 – 02/2024)
- F60 (Mini) als Mini Cooper Countryman (07/2018 – 10/2023)
- U06 als 218i 2te Generation Active Tourer (seit 11/2021)
- U11 als sDrive18i (seit 11/2022)

### 1,5 l 103 kW (140 PS)
- F39 als BMW X2 sDrive18i (03/2018 – 11/2020)
- F40 als BMW 118i (07/2019 – 11/2020)
- F44 als BMW 218i Gran Coupé (03/2020 – 11/2020)
- F45 und F46 als 218i Active und Gran Tourer (03/2018 – 11/2020)
- F48 als BMW X1 sDrive18i (07/2017 – 11/2020)

### 1,5 l 115 kW (156 PS)
- U06 als 220i 2te Generation Active Tourer (seit 11/2021)
- U11 als sDrive20i (seit 11/2022)[21]
- U10 als sDrive20i (seit 03/2024)[21]
- Mini F66 als Cooper C (seit 03/2024)

### 1,5 l 170 kW (231 PS)
- I12 als BMW i8 Coupé (06/2014 – 06/2020)
- I15 als BMW i8 Roadster (05/2018 – 06/2020)